# Tjustgöls naturreservat
Tjustgöls naturreservat är ett naturreservat i Oskarshamns kommun i Kalmar län.
Området är naturskyddat sedan 2023 och är 46 hektar stort. Reservatet ligger väster om Tjustgölen om består av ädellövsskog med
trädslagen skogsek, skogslind, ask, skogslönn och skogsalm.